# Velké Bradlo
Velké Bradlo (historyczna nazwa niem. Ulrich Hügl) – szczyt (góra) o wysokości 1051 m n.p.m. (podawana jest też wysokość 1049 m n.p.m. , 1049,7 m n.p.m. , 1050 m n.p.m.  lub 1050,2 m n.p.m. ) w paśmie górskim Wysokiego Jesionika (cz. Hrubý Jeseník), w północno-wschodnich Czechach, w Sudetach Wschodnich, na Śląsku, w obrębie gminy Jesionik (cz. Jeseník), oddalony o około 10,5 km na północny wschód od szczytu góry Pradziad (cz. Praděd). Rozległość góry (powierzchnia stoków) szacowana jest na około 1,9 km², a średnie nachylenie wszystkich stoków wynosi około 12°.

## Charakterystyka

### Lokalizacja
Góra Velké Bradlo położona jest w północno-wschodnim rejonie całego pasma Wysokiego Jesionika, leżąca w części Wysokiego Jesionika, w północnym obszarze (mikroregionu) o nazwie Masyw Orlíka (cz. Medvědská hornatina), na bocznym odgałęzieniu północnego, łukowatego grzbietu głównego góry Medvědí vrch, ciągnącego się od góry Zámecký vrch (1) do góry Na Vyhlídce (1) w pobliżu grzbietu góry Orlík i położonej blisko niej przełęczy Kristovo loučení. Jest górą trudno rozpoznawalną, położoną w skupisku kilku gór mających podobne wysokości, przekraczających nieco ponad 1000 m n.p.m.. Widoczna jest ze stoków niektórych pobliskich gór np. góry Ostruha czy Srnčí vrch. Charakterystyczną cechą góry jest jej niemalże płaski około 1 km długości grzbiet, ciągnący się na kierunku wschód – zachód . Jest szczytem praktycznie trudno rozpoznawalnym i ledwo co widocznym m.in. z drogi okalającej połać szczytową góry Pradziad (wierzchołek kopuły szczytowej widoczny nieco na lewo od linii patrzenia w kierunku góry Jelení loučky), a z innego charakterystycznego punktu widokowego – z drogi okalającej szczyt góry Dlouhé stráně – niewidoczny, bo przysłonięty górą Lysý vrch. 
Górę ograniczają: od północnego wschodu przełęcz o wysokości 1027 m n.p.m. w kierunku szczytu Orlík, od wschodu, południa i zachodu dolina potoku Šumný potok oraz od północy dolina potoku, będącego dopływem potoku Šumný potok, a płynącego z okolicy przełęczy Kristovo loučení. W otoczeniu góry znajdują się następujące szczyty: od północy Orlík–SZ, od północnego wschodu Orlík i Orlík–Z, od południowego wschodu Orlík–JV i Medvědí louka, od południowego zachodu Ostruha, Ostruha–JV i Malé Bradlo oraz od północnego zachodu Srnčí vrch.

### Stoki
W obrębie góry można wyróżnić sześć następujących zasadniczych stoków:
- północny
- północno-wschodni
- południowo-wschodni
- południowy
- zachodni
- północno-zachodni

Występują tu wszystkie typy zalesienia: bór świerkowy, las mieszany oraz las liściasty, przy czym zdecydowanie dominuje zalesienie borem świerkowym. Stoki: północny, północno-wschodni i południowo-wschodni pokryte są przeważnie borem świerkowym, natomiast pozostałe stoki pokryte są poza borem świerkowym, również – wraz z obniżaniem wysokości – lasem mieszanym i lasem liściastym. Niemalże wszystkie stoki charakteryzują się znaczną zmiennością wysokości zalesienia. Na stokach występują przecinki, przerzedzenia oraz polany. Na stokach znajdują się nieliczne grupy skalne: jedna w odległości około 1 km na północny zachód od szczytu (stok północno-zachodni), położona na wysokości około 980 m n.p.m. oraz druga w odległości około 700 m na południowy zachód od szczytu (stok zachodni), położona na wysokości około 870 m n.p.m., blisko doliny potoku Šumný potok. Ponadto u podnóża stoku północno-zachodniego góry, w odległości około 1,8 km od szczytu (stok północno-zachodni) położone jest pojedyncze skalisko. 
Stoki mają stosunkowo jednolite, na ogół łagodne i zróżnicowane nachylenia. Średnie nachylenie stoków waha się bowiem od 3° (stok północno-wschodni) do 16° (stok północny). Średnie nachylenie wszystkich stoków góry (średnia ważona nachyleń stoków) wynosi około 12°. Maksymalne średnie nachylenie u podnóża stoku północno-zachodniego w pobliżu płynącego potoku Šumný potok, na wysokościach około 800 m n.p.m., na odcinku 50 m nie przekracza 40°. Stoki pokryte są siecią dróg (m.in. Cesta svobody czy Suchá cesta) oraz na ogół nieoznakowanych ścieżek i duktów. Przemierzając je zaleca się korzystanie ze szczegółowych map, z uwagi na zawiłości ich przebiegu, zalesienie oraz zorientowanie w terenie.

### Szczyt główny

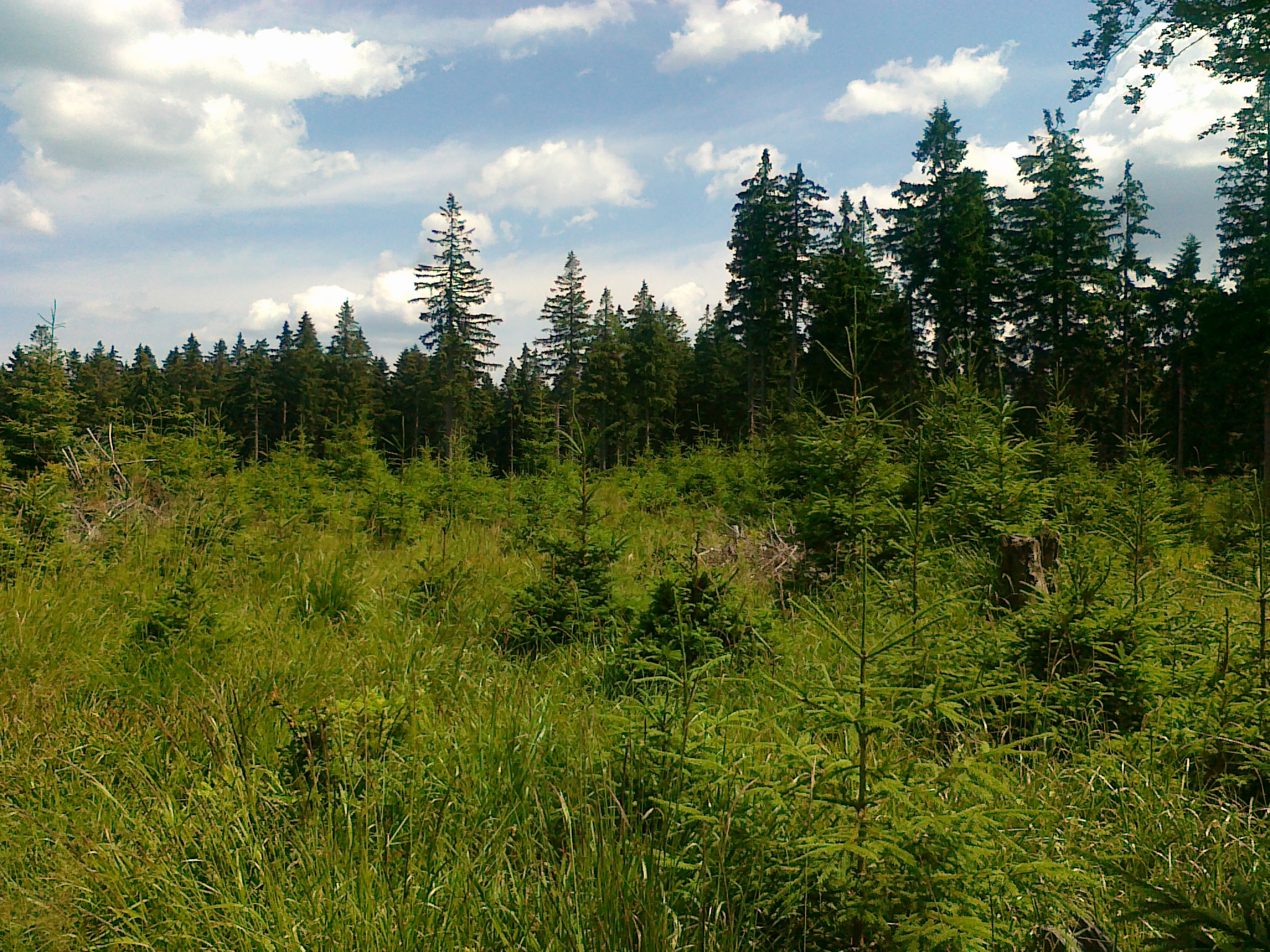
Połać szczytowa góry Velké Bradlo (2015 rok)

Na szczyt nie prowadzi żaden szlak turystyczny. Przez połać szczytową przechodzi droga główna, biegnąca od drogi Cesta svobody. Szczyt główny znajduje się na skraju polany, otoczonej borem świerkowym, pokrytej trawą wysokogórską i wieloma pniakami po ściętym lub przegniłym drzewostanie oraz młodnikiem świerkowym. Z uwagi na zalesienie nie jest on punktem widokowym. Na szczycie nie ma punktu geodezyjnego . Państwowy urząd geodezyjny o nazwie (cz. Český úřad zeměměřický a katastrální (CÚZK)) w Pradze podaje jako najwyższy punkt góry – szczyt – o wysokości 1050,9 m n.p.m. i współrzędnych geograficznych (50°10′21,8″N 17°16′30,1″E/50,172722 17,275028). 
Dojście do szczytu następuje nieoznakowaną prosto biegnącą drogą z asfaltowej drogi Cesta svobody, na której wytyczono żółty szlak turystyczny  i zielony szlak rowerowy . Po przebyciu tą drogą sprzed wiaty turystycznej na przełęczy Kristovo loučení (idąc z osady Rejvíz) odcinek o długości około 210 m, należy skręcić w prawo na słabo widoczną drogę prowadzącą do szczytowej polany, idąc nią odcinek o długości około 560 m. Na polanie tej należy przebyć kolejno odcinek o długości około 100 m, po czym należy skręcić w lewo, dochodząc orientacyjnie po gęstwinie traw wysokogórskich (w trudno dostępnym terenie) po około 60 m do szczytu .

### Szczyty drugorzędne

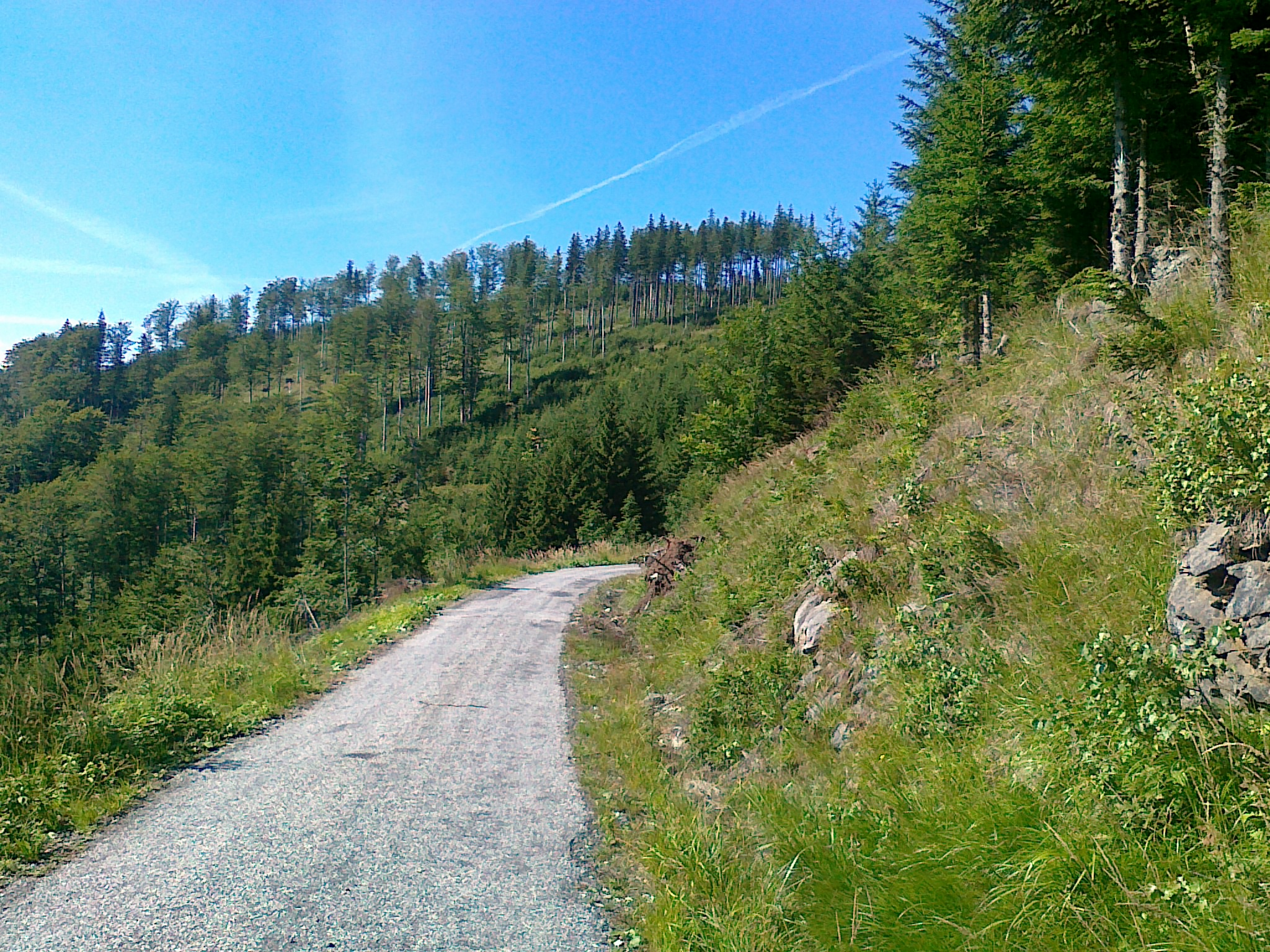
Widok z niebieskiego szlaku rowerowego na szczyt Velké Bradlo–Z (po prawej stok góry Velké Bradlo) (2012 rok)

Velké Bradlo jest górą o poczwórnym szczycie. W całym masywie góry, poza szczytem głównym można wyróżnić trzy niższe drugorzędne szczyty. 
| Szczyty drugorzędne góry Velké Bradlo |                  |                   |                                 |                                               |  |
| Lp.                                   | Szczyt           | Wysokość m n.p.m. | Odległość od szczytu głównego m | Współrzędne geograficzne                      |  |
| 1                                     | Velké Bradlo–Z   | 1041              | 590 na północny zachód          | 50°10′29,8″N 17°16′03,2″E/50,174944 17,267556 |  |
| 2                                     | Velké Bradlo–ZSZ | 1038              | 720 na północny zachód          | 50°10′30,0″N 17°15′56,4″E/50,175000 17,265667 |  |
| 3                                     | Velké Bradlo–SZ  | 991               | 1030 na północny zachód         | 50°10′34,0″N 17°15′42,2″E/50,176111 17,261722 |  |

### Geologia
Pod względem geologicznym masyw góry Velké Bradlo należy do jednostki określanej jako kopuła Desny i zbudowany jest ze skał metamorficznych, głównie: blasto-mylonitów, fyllitów (biotytów, chlorytów i muskowitów), gnejsów, kwarcytów, skał magmowych, głównie meta-granitoidów oraz skał osadowych, głównie meta-zlepieńców.

### Wody
Grzbiet główny (grzebień) góry Pradziad, biegnący od przełęczy Skřítek do przełęczy Červenohorské sedlo oraz dalej do przełęczy Ramzovskiej (cz. Ramzovské sedlo) jest częścią granicy Wielkiego Europejskiego Działu Wodnego, dzielącej zlewiska Morza Bałtyckiego i Morza Czarnego . 
Szczyt wraz ze stokami góry Velké Bradlo położony jest na północny wschód od tej granicy, należy więc do zlewni Morza Bałtyckiego, do którego płyną wody m.in. z dorzecza rzeki Odry, będącej przedłużeniem płynących z tej części Wysokiego Jesionika górskich potoków (m.in. płynącego w pobliżu góry potoku o nazwie Šumný potok). Na stokach góry nie ma potoków, które byłyby dopływami wspomnianego wcześniej potoku Šumný potok. Ponadto na granicy stoku zachodniego, na płynącym potoku Šumný potok, na wysokościach około 810 m n.p.m. znajduje się niewielki wodospad o nazwie (cz. Šumný vodopád) o wysokości około 1,5 m. 

## Ochrona przyrody
Cała góra znajduje się w obrębie wydzielonego obszaru objętego ochroną o nazwie Obszar Chronionego Krajobrazu Jesioniki (cz. Chráněná krajinná oblast (CHKO) Jeseníky), a utworzonego w celu ochrony utworów skalnych, ziemnych i roślinnych oraz rzadkich gatunków zwierząt. Na stokach nie utworzono żadnych rezerwatów przyrody lub innych obiektów nazwanych pomnikami przyrody. Ponadto na obszarze góry nie wytyczono żadnych ścieżek dydaktycznych.

## Turystyka

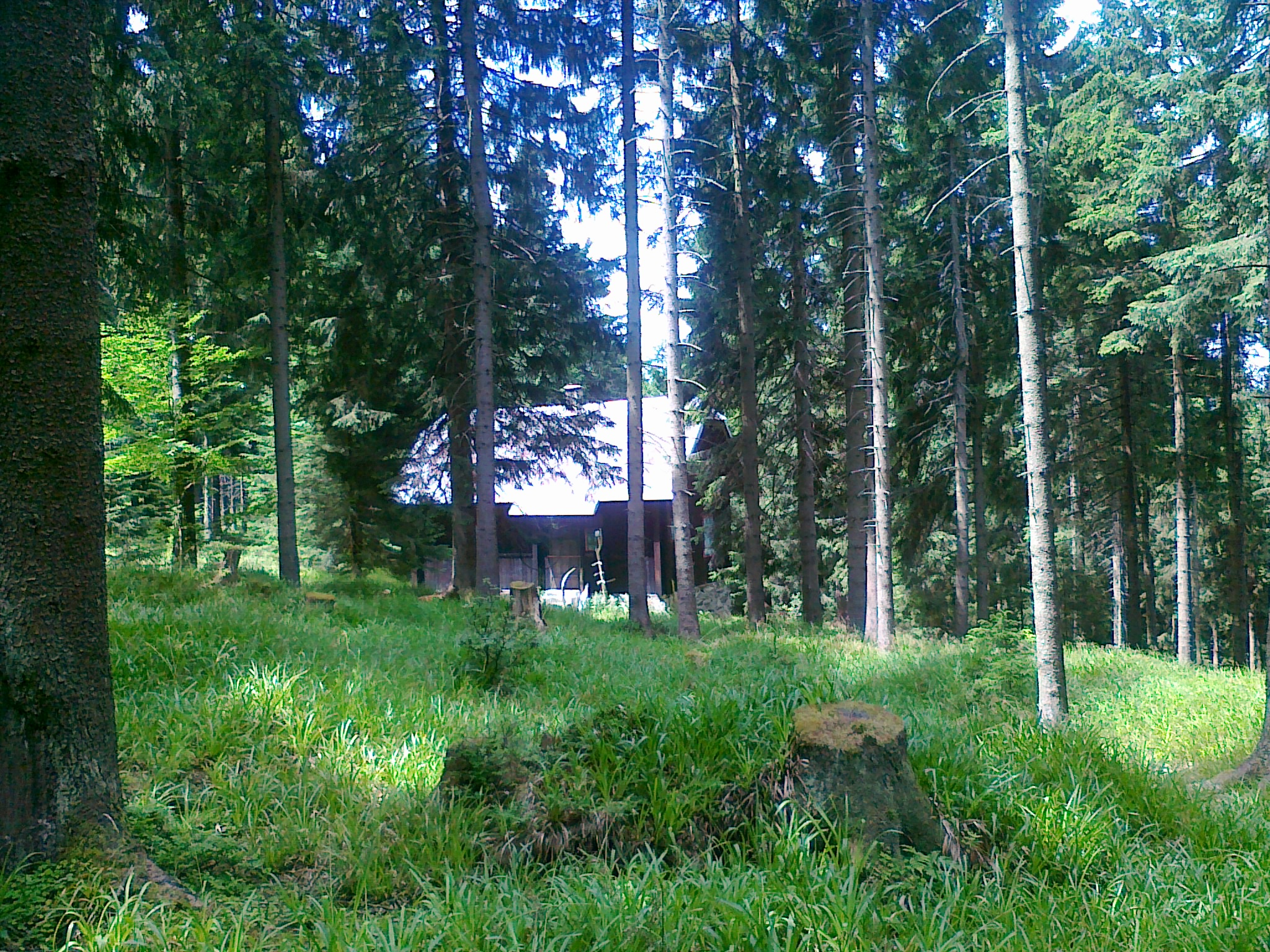
Widok na chatę Na Bradle (2015 rok)

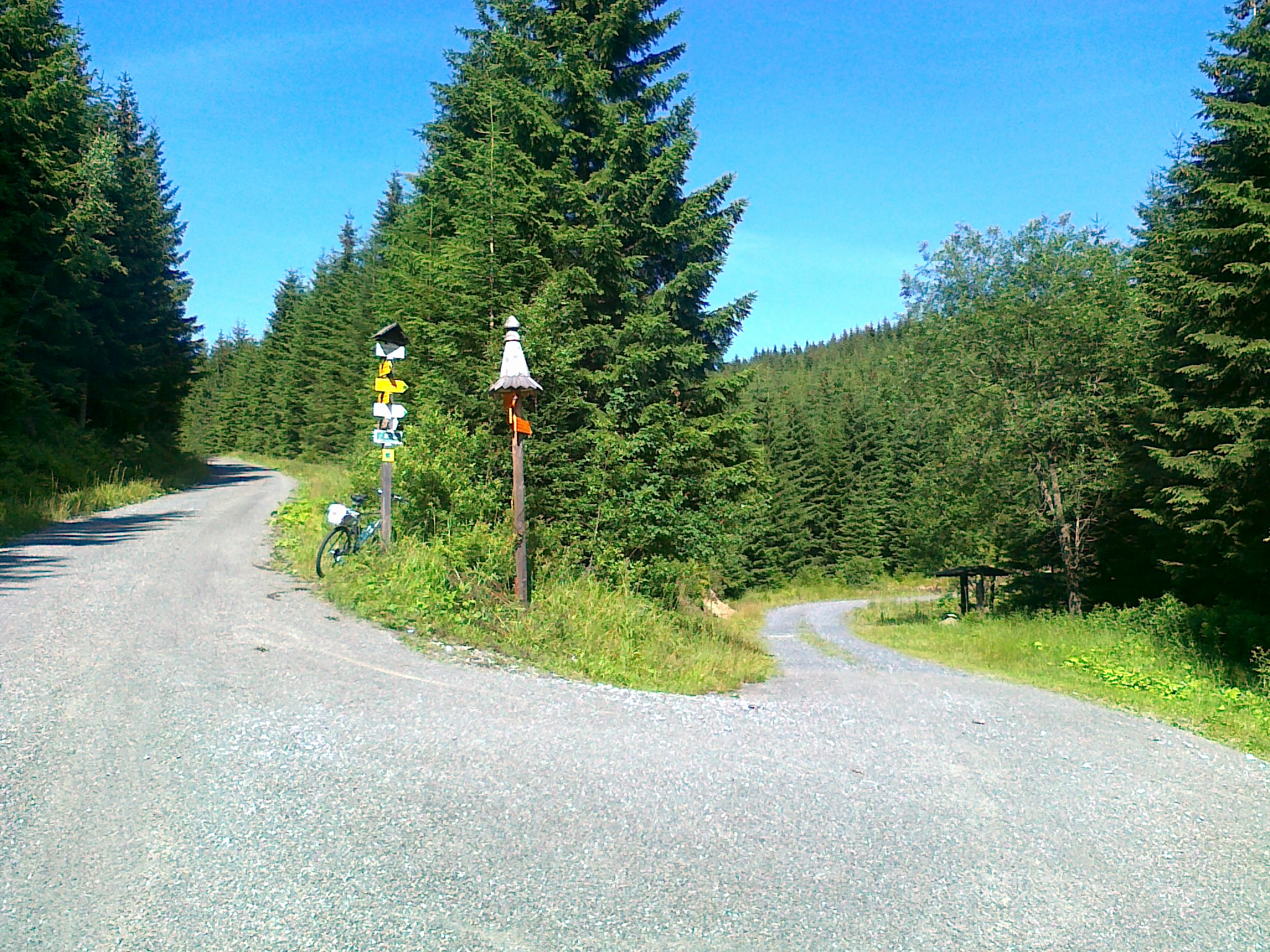
Skrzyżowanie turystyczne o nazwie Pod Velkým Bradlem (2012 rok)

Na górze Velké Bradlo nie ma żadnego schroniska turystycznego lub hotelu górskiego. Do najbliższej miejscowości Bělá pod Pradědem z bazą hoteli i pensjonatów jest od szczytu około 5,5 km w kierunku zachodnim, do osady Rejvíz z bazą pensjonatów około 6,8 km w kierunku północno-wschodnim oraz około 7,5 km w kierunku północno-zachodnim do miejscowości Jesionik. Z uwagi na znaczne odległości do baz turystycznych góra ma ograniczone znaczenie turystyczne.
Blisko przełęczy w kierunku szczytu Orlík oraz drogi prowadzącej do polany szczytowej góry, w odległości około 320 m na północny wschód od szczytu, na wysokości około 1022 m n.p.m. położona jest chata Na Bradle, ale nie ma ona charakteru typowego schroniska turystycznego, a którą zalicza się do tzw. chat łowieckich.
Kluczowym punktem turystycznym jest oddalone o około 480 m na południowy wschód od szczytu skrzyżowanie turystyczne Pod Velkým Bradlem z podaną na tablicy informacyjnej wysokością 985 m, przez które przechodzi jedyny szlak turystyczny, wszystkie szlaki rowerowe i trasy narciarstwa biegowego.

### Szlaki turystyczne, rowerowe i trasy narciarskie
Klub Czeskich Turystów (cz. Klub Českých Turistů) wytyczył w obrębie góry jeden szlak turystyczny na trasie:
 Vrbno pod Pradědem – góra Pytlák – Kamzičí skála (2) – góra Medvědí vrch – góra Medvědí louka – dolina potoku Šumný potok – góra Velké Bradlo – Adolfovice
Przez stoki wyznaczono również dwa szlaki rowerowe na trasach:
 Videlské sedlo – góra Osikový vrch – góra Lysý vrch – góra Ztracený vrch – góra Děrná – Ostruha–JV – góra Ostruha – góra Velké Bradlo – przełęcz Kristovo loučení – przełęcz Prameny Opavice – góra Příčný vrch – góra Lysý vrch – Zlaté Hory
 Horní Lipová – góra Sněhulák – góra Strmý – góra Miroslav – przełęcz Sedlo pod Javoříkem – góra Javořík – góra Javořík–SV – góra Nad Bobrovníkem – Adolfovice – dolina potoku Šumný potok – góra Dlouhá hora – góra Srnčí vrch – Orlík–SZ – góra Velké Bradlo–Z – góra Velké Bradlo – Pod Velkým Bradlem
W okresach ośnieżenia wzdłuż szlaków rowerowych przebiegają trasy narciarstwa biegowego. W obrębie góry nie poprowadzono żadnej trasy narciarstwa zjazdowego.